# 利妥昔單抗
利妥昔單抗（通用名，國際非專利藥品名稱：Rituximab，由羅氏Roche藥廠所生產的商品名為Mabthera (全球)、莫須瘤 (臺灣)；而由Genentech藥廠所生產的商品名為Rituxan(全球)），是一種作用於人類CD20的人鼠嵌合單株抗體。由於CD20主要表現於B淋巴球細胞表面，因此莫須瘤可用來治療因B淋巴球過多所造成的疾病，包括淋巴瘤、慢性淋巴細胞白血病、移殖排斥和某些自體免疫疾病。

## 作用機轉
- 利妥昔單抗與人類CD20有高度專一性的結合。CD20主要表現於pre-B到分化完全的B淋巴球細胞， 但最終分化的漿細胞卻不表現此分子。目前對CD20的功能並不完全瞭解，但卻能利用此分子做為標靶，以利妥昔單抗攻擊惡性B淋巴球細胞。

- 利妥昔單抗能有效殺死癌細胞的機制，主要是引發抗體依賴型細胞毒殺作用與補體毒殺作用，利用體內免疫系統，攻擊被利妥昔單抗所辨識的癌細胞。

- 除此之外，利妥昔單抗亦可抑制惡性B淋巴球細胞的細胞生長週期並誘發細胞凋亡。

- 利妥昔單抗同時也會攻擊正常的B淋巴球細胞，但新的B淋巴球細胞可從淋巴幹細胞發展而來。

## 臨床試驗成果
- 利妥昔單抗是B細胞非何杰金氏淋巴瘤的治療上最具突破性的發展。對於復發性或對化學療法有抗藥性之低惡性的B細胞非何杰金氏淋巴瘤，單獨使用利妥昔單抗可達50%完全緩解率(完全治癒)，而87%的病患腫瘤則有明顯的縮小。即使再次復發，以利妥昔單抗再治療的效果也有40%。

- 美國食品藥物管理局亦核准利妥昔單抗可用於治療類風濕性關節炎。原因在於致病性B淋巴細胞參與類風濕性關節炎的致病過程的重要性，而利妥昔單抗可減少這類細胞的數量。

## 副作用
有部分病例顯示，利妥昔單抗可能會造成嚴重的副作用，包括嚴重的感染、心臟停止、細胞激素釋放症侯群、腫瘤溶解症候群所引發急性腎衰竭、病毒感染等：
- 2006年，美國食品藥物管理局證實，二名全身性紅斑性狼瘡(systemic lupus erythematosus，SLE)病患因接受利妥昔單抗治療，而死於进行性多灶性白质脑病(progressive multifocal leukoencephalopathy，PML)。进行性多灶性白质脑病是由人類多瘤性病毒(polyomavirus)中的JC病毒所引起，JC病毒會感染免疫力低下的病人，在腦部大量複製，造成病人嚴重的腦傷害甚至死亡。

- 2008年，一名類風溼性關節炎患者接受利妥昔單抗治療後亦引發进行性多灶性白质脑病而死亡。

## 外部連結
- MabThera.com（页面存档备份，存于） Official website for use against lymphoma
- MabThera for Rheumatoid Arthritis（页面存档备份，存于） Official website for use against rheumatoid arthritis (for non-US physicians and scientific media only)
- Rituxan.com（页面存档备份，存于）  Official website (for US residents only)
- Rituximab Information（页面存档备份，存于） from the US Food and Drug Administration
- U.S. National Library of Medicine: Drug Information Portal - Rituximab（页面存档备份，存于）